# Ceratodolius geminatus
Ceratodolius geminatus là một loài tò vò trong họ Ichneumonidae.